# Посито, Алехандро
Алеха́ндро Хесу́с По́сито Оласа́баль (исп. Alejandro Jesús Pósito Olazábal; род. 5 сентября 2005, Pitipo District, Ламбаеке) — перуанский футболист, защитник клуба «Спортинг Кристал».

## Клубная карьера
Посито — воспитанник клуба «Спортинг Кристал». 13 марта 2023 года в матче против «Депортиво Гарсиласо» он дебютировал в перуанской Премьере.

## Международная карьера
В 2025 году в составе молодёжной сборной Перу Посито принял участие в молодёжном чемпионате Южной Америки в Венесуэле. На турнире он сыграл в матчах против сборных Парагвая, Венесуэлы, Чили и Уругвая.